# Funicular Suspendido de Dresde
El Funicular Suspendido de Dresde (alemán: Schwebebahn Dresden) es un funicular suspendido ubicado en Dresde, Alemania, y conecta los distritos de Loschwitz y Oberloschwitz (lado Rochwitz). Es uno de los ferrocarriles suspendidos más antiguos, habiendo entrado en servicio el 6 de mayo de 1901, el mismo año en que entró en servicio el Wuppertal Schwebebahn. Al igual que el ferrocarril de Wuppertal, este sistema fue diseñado por Eugen Langen. La línea tiene 274 metros (899 pies) de largo y se apoya en 33 pilares.
El Schwebebahn no sufrió daños durante la Segunda Guerra Mundial, pero estuvo fuera de servicio de 1984 a 1992 debido a una reconstrucción. En 1990 y 2002 se realizaron importantes trabajos de reparación y ahora hay un nuevo mirador en el tejado de la estación superior.
El Schwebebahn es uno de los dos funiculares de Dresde, el otro es el teleférico de Dresde, mucho más convencional. Ambas líneas son operadas por Dresdner Verkehrsbetriebe AG, que también opera las redes de tranvía, autobús y ferry de la ciudad.

## Galeria

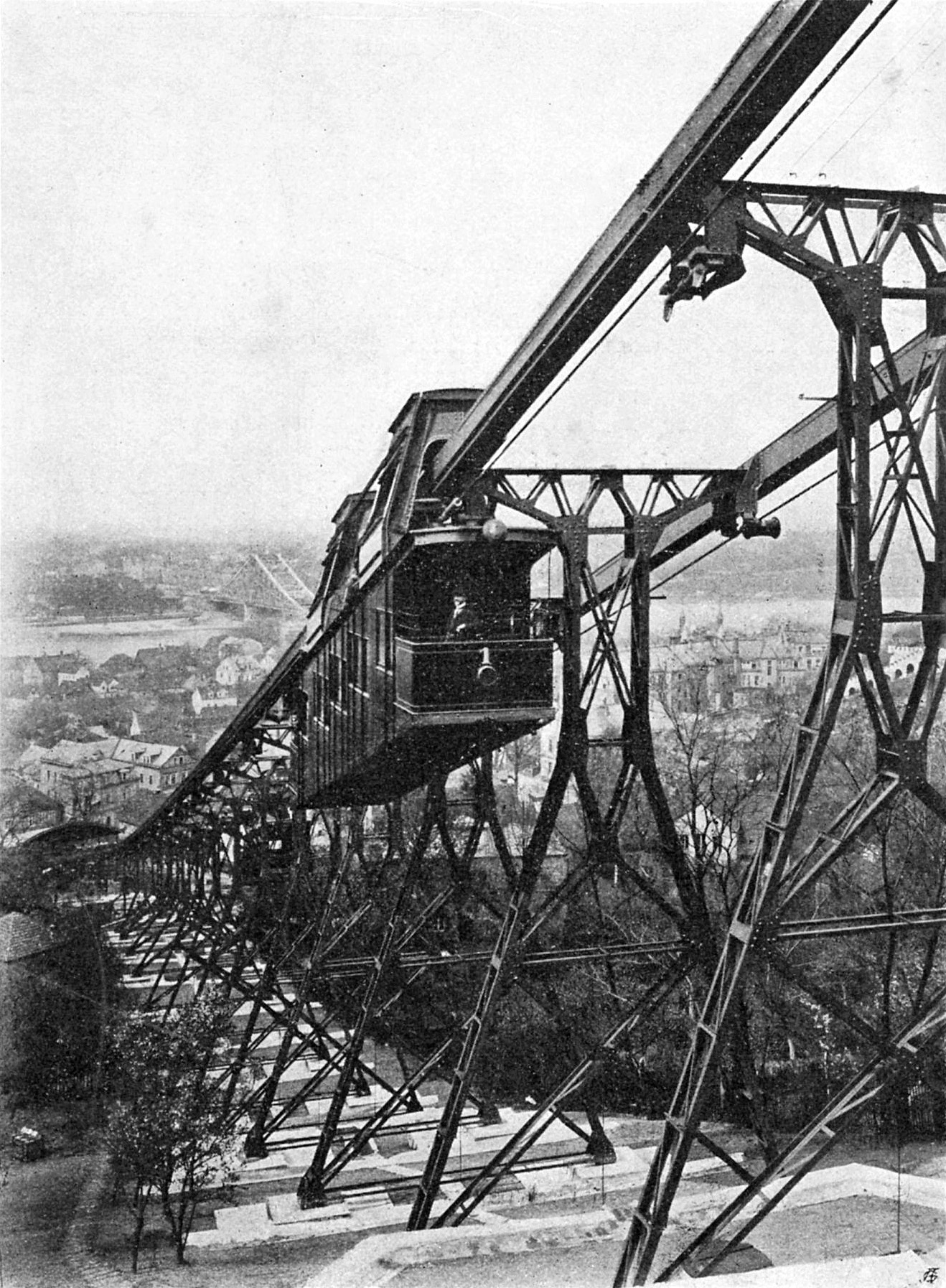
Schwebebahn um 1902
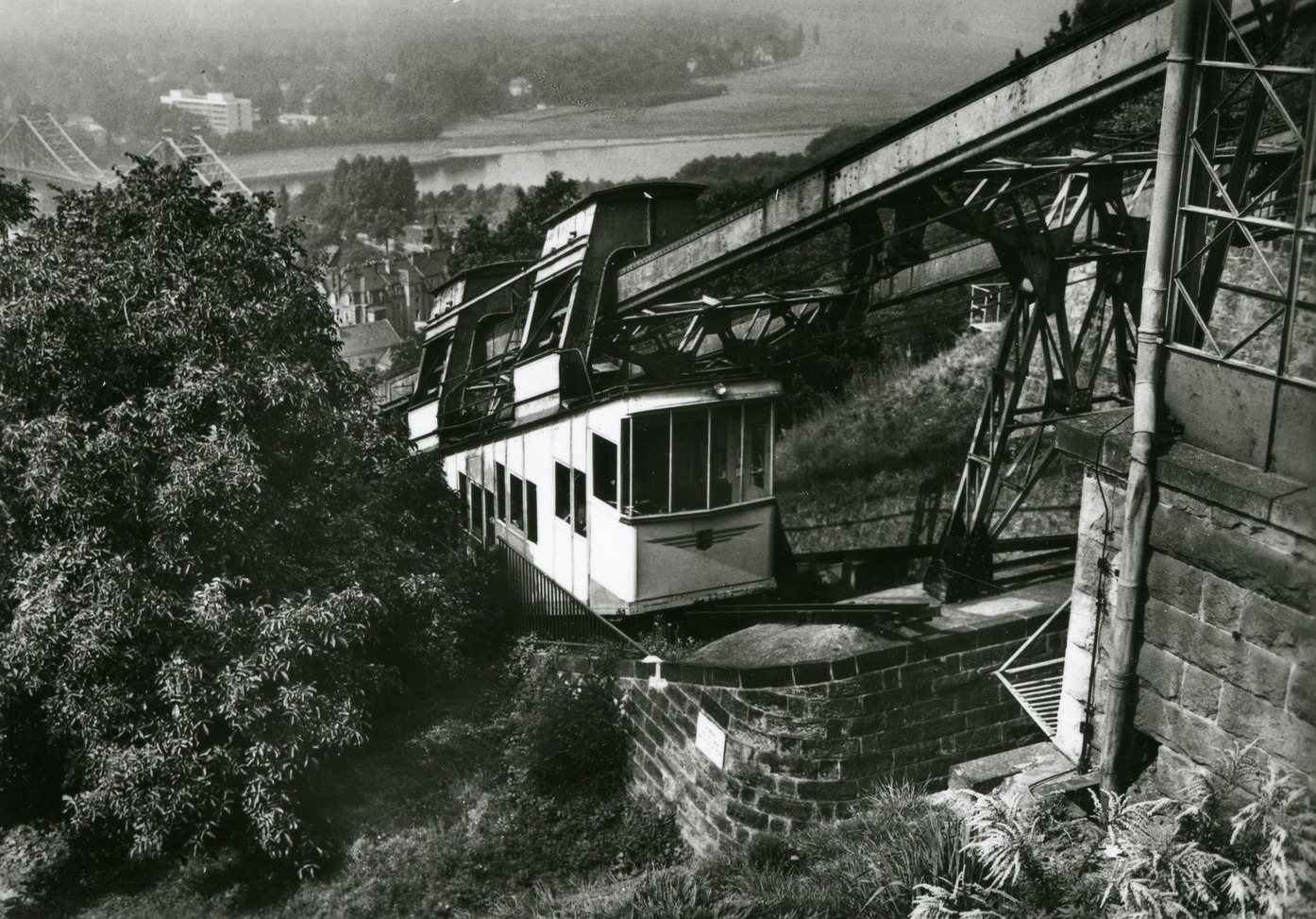
Schwebebahn mit Blick auf Blasewitz, 1984
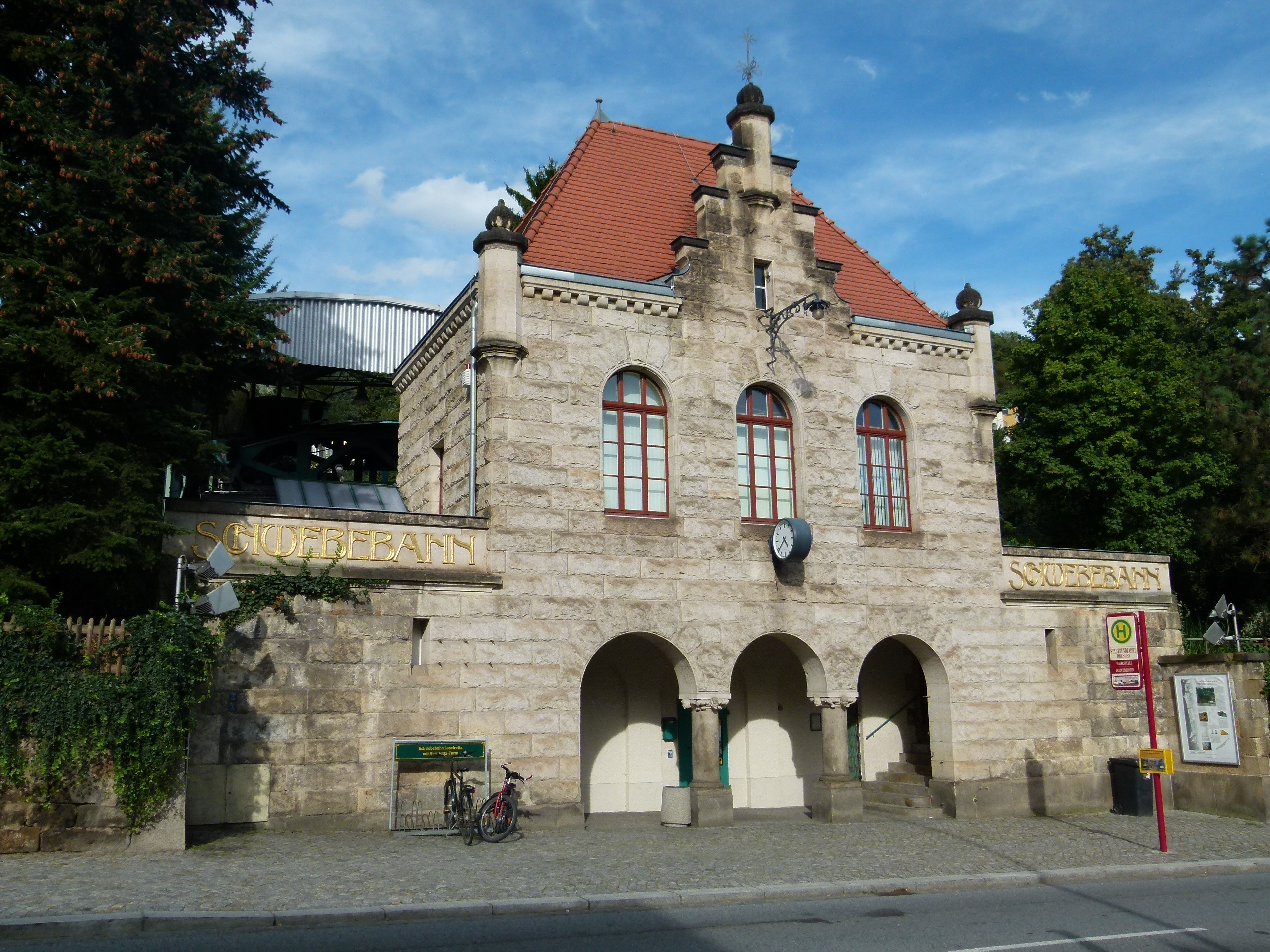
Talstation Körnerplatz an der Pillnitzer Landstraße 5
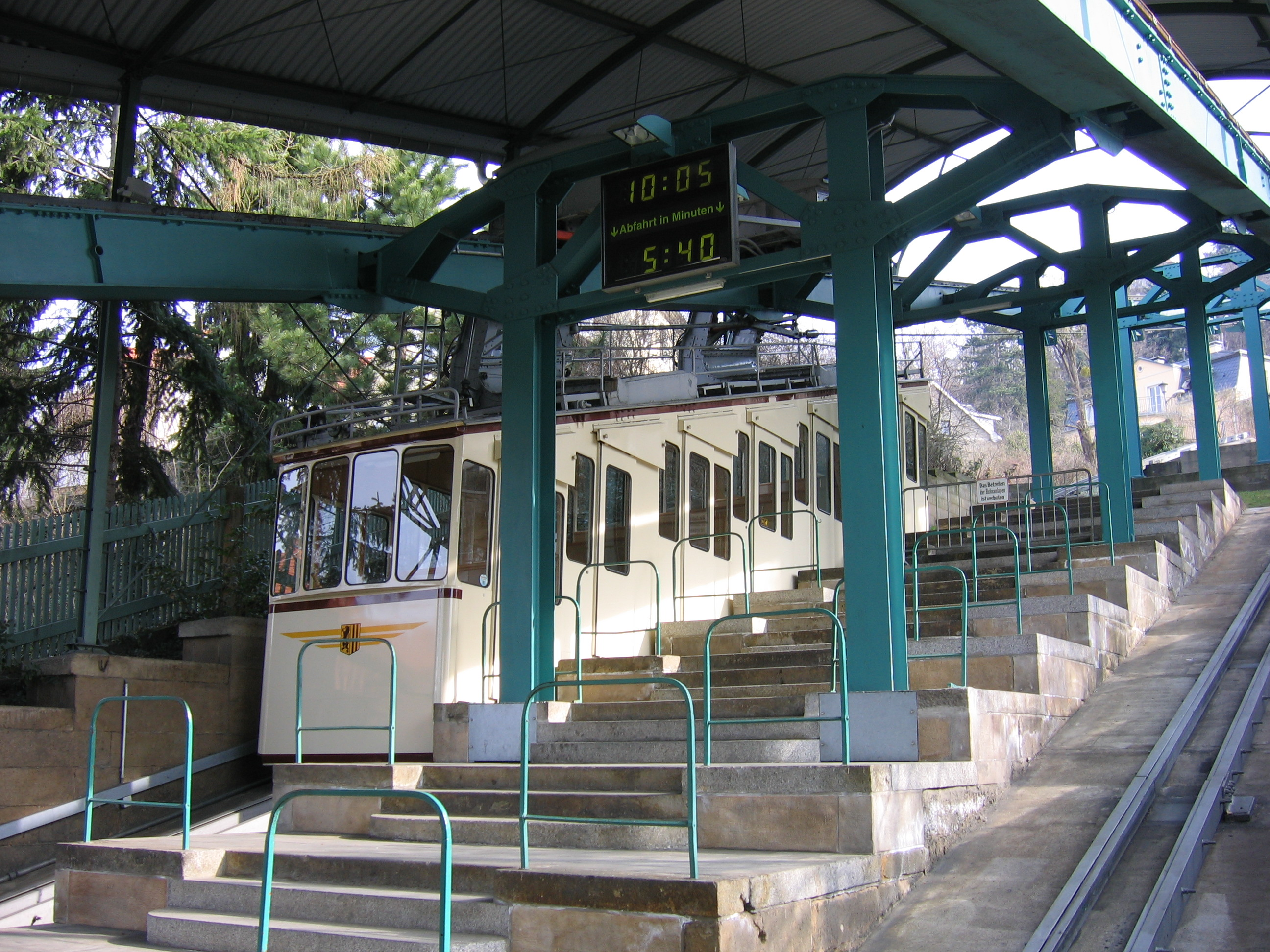
Entrada al Talstation
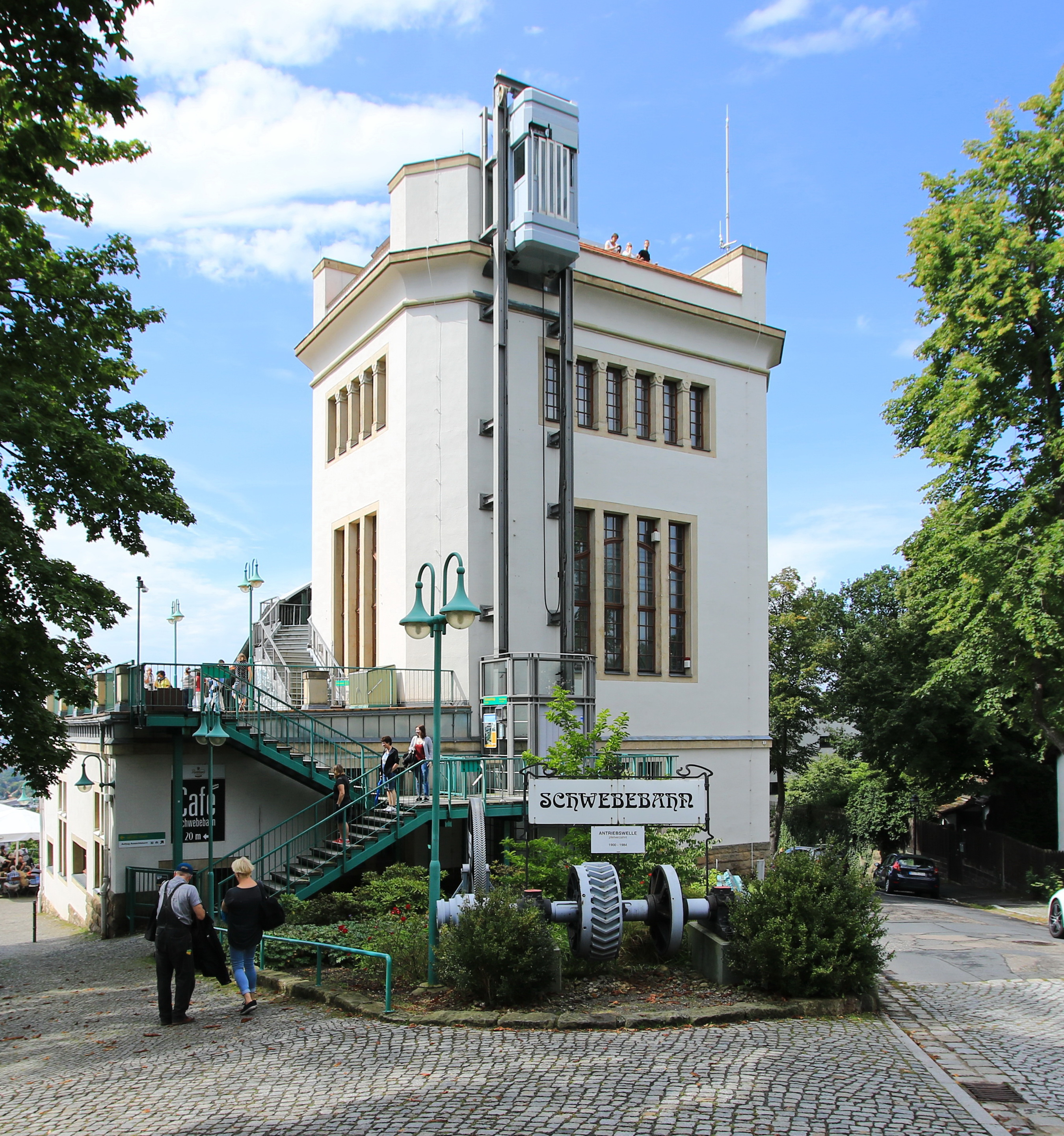
Bergstation Oberloschwitz (Sierksstraße 2) mit Aussichtsplattform